# Сифака на Перие
Сифаката на Перие (Propithecus perrieri) е вид бозайник от семейство Индриеви (Indriidae). Видът е критично застрашен от изчезване.

## Разпространение
Разпространен е в Мадагаскар.